# 弗雷什菲爾德角
68°20′S 151°0′E / 68.333°S 151.000°E
弗雷什菲爾德角是南極洲的海岬，位於喬治五世地，處於迪金灣和庫克冰架之間，由美國探險隊繪入地圖，現時由南極條約體系管理。